# Bobartia macrocarpa
Bobartia macrocarpa là một loài thực vật có hoa trong họ Diên vĩ. Loài này được Strid miêu tả khoa học đầu tiên năm 1974.